# Tiếng Sami Inari
Tiếng Sami Inari (tiếng Inari Sami: anarâškielâ, nghĩa đen: "tiếng Inari" hoặc aanaarsämikielâ, nghĩa đen: "tiếng Sami Inari") là một ngôn ngữ thuộc ngữ chi Sami và là tiếng nói của người Sami Inari. Hiện tại có xấp xỉ 300 người nói ngôn ngữ này, phần lớn trong số đó là người từ độ trung niên đến cao tuổi và sống tại huyện Inari, Phần Lan. Trong cuộc bầu cử Nghị viện Sami Phần Lan năm 2003, có 269 cử tri hợp lệ coi tiếng Sami Inari là ngôn ngữ đầu tiên của họ. Tuy được xếp loại là ngôn ngữ bị đe doạ nghiêm trọng, hiện nay có ngày càng nhiều trẻ em được học tiếng Sami Inari trong các lớp thẩm thấu ngôn ngữ (kielipesä, n.đ. 'tổ chim ngôn ngữ'). Nhờ các biện pháp bảo tồn và phục hồi đối với ngôn ngữ này nên đến cuối năm 2018, số người nói tiếng Sami Inari đã tăng lên thành 400 người. Hiện nay, một số nhỏ người dân tộc Sami Inari không dùng tiếng mẹ đẻ, tuy nhiên do cơ hội học tập tiếng Sami Inari ngày càng được mở rộng, cho nên ngày càng có nhiều người Sami Inari học và nói tiếng mẹ đẻ của mình trong đời sống hằng ngày (kể cả những người đã quên tiếng Sami Inari). Tiếng Sami Inari được xếp vào nhóm ngôn ngữ Sami Đông, với hình thái học liên quan đến danh từ và động từ rất phức tạp và tận dụng nhiều cách biến đổi nguyên âm và phụ âm.
Những cuốn sách đầu tiên trong tiếng Sami Inari được dịch bởi Edvard Wilhelm Borg vào năm 1859, với chủ đề giáo lý vấn đáp và ghép vần trong bảng chữ cái. Ngôn ngữ trang trọng dùng trong sách báo được chuẩn hoá dưới sự điều phối của mục sư Lauri Itkonen. Từ năm 1979, tiếng Sami Inari được giảng dạy tại một số trường tiểu học. Nhà ngôn ngữ học Erkki Itkonen là tác giả của bộ từ điển thuật ngữ khoa học gồm bốn quyển bằng tiếng Inari Sami; bên cạnh đó còn có bộ từ điển Phần Lan – Inari Sami thông dụng của giáo sư Pekka Sammallahti.

## Phân bố theo địa lý
Tiếng Sami Inari là một trong bốn ngôn ngữ chính thức của huyện Inari, bên cạnh tiếng Phần Lan, tiếng Sami Skolt và tiếng Sami Bắc, và được sử dụng chủ yếu tại các thôn nằm bên bờ hồ Inari (tên các làng bằng tiếng Sami Inari được viết bên trong dấu ngoặc tròn):
- Thôn Nellim (Njellim)
- Thôn Ivalo (Avveel)
- Thôn Menesjärvi (Menišjävri)
- Thôn Repojoki (Riemâšjuuhâ)
- Thôn Tirro (Mosshâš)
- Thôn Inari (Aanaar markkân)
- Thôn Kaamanen (Kaamâs)
- Thôn Aksujärvi (Ákšujävri)
- Thôn Syysjärvi (Čovčjävri)
- Thôn Iijärvi (Ijjävri)
- Thôn Sevettijärvi (Čevetjävri)
- Thôn Partakko (Päärtih)

## Ngữ âm

### Phụ âm
|             |           | Môi | Răng | Lợi | Sau lợi | Ngạc cứng | Ngạc mềm |
| ----------- | --------- | --- | ---- | --- | ------- | --------- | -------- |
| Âm mũi      | Âm mũi    | m   | n    |     |         | ɲ         | ŋ        |
| Âm tắc      | vô thanh  | p   | t    | t͡s  | t͡ʃ      |           | k        |
| Âm tắc      | hữu thanh | b   | d    | d͡z  | d͡ʒ      |           | ɡ        |
| Âm xát      | vô thanh  | f   |      | s   | ʃ       |           | h        |
| Âm xát      | hữu thanh | v   | ð    |     |         |           |          |
| Âm tiếp cận | giữa      | v   |      |     |         | j         |          |
| Âm tiếp cận | cạnh lưỡi |     |      | l   |         |           |          |
| Âm rung     | Âm rung   |     |      | r   |         |           |          |

### Nguyên âm
|                | Hàng trước | Hàng giữa | Hàng sau |
| -------------- | ---------- | --------- | -------- |
| Đóng           | i y        |           | u        |
| Nửa đóng – Vừa | e          | ə         | o        |
| Gần mở – Mở    | æ          | (ä)       | ɑ        |

Ghi chú:
- Nguyên âm không tròn môi giữa mở /ä/ là một âm tách biệt trong tiếng Inari Sami thời xưa. Trong tiếng Inari Sami hiện đại, nguyên âm này đã bị sáp nhập vào nguyên âm không tròn môi trước gần mở /æ/.

## Hệ thống chữ viết
Tiếng Inari Sami được viết bằng chữ Latinh . Bảng chữ cái Latinh cho tiếng Inari Sami (chuẩn hoá vào năm 1996) được trình bày dưới đây với mỗi chữ cái đi kèm với phiên âm IPA tương ứng.
| A a /ɑ/ | Á á /a/ | Ä ä /æ/ | Â â /ə/ | B b /b/ | C c /t͡s/     | Č č /t͡ʃ/ | D d /d/ |
| Đ đ /ð/ | E e /e/ | F f /f/ | G g /ɡ/ | H h /h/ | I i /i/, /j/ | J j /j/  | K k /k/ |
| L l /l/ | M m /m/ | N n /n/ | Ŋ ŋ /ŋ/ | O o /o/ | P p /p/      | R r /r/  | S s /s/ |
| Š š /ʃ/ | T t /t/ | U u /u/ | V v /v/ | Y y /y/ | Z z /d͡z/     | Ž ž /d͡ʒ/ |         |

## Ngữ pháp

### Chuyển bậc phụ âm
Một số cặp phụ âm nhất định được chuyển bậc theo quy luật thay đổi phụ âm khi từ chứa cặp phụ âm ấy chịu sự biến tố. Quy luật thay đổi phụ âm trong tiếng Sami Inari phức tạp hơn so với trong các ngôn ngữ khác cùng ngữ tộc Sami do sự tác động của quy luật trọng âm riêng có của ngôn ngữ này. Tương tự với các ngôn ngữ Sami khác, tiếng Sami Inari cũng phân biệt phụ âm mạnh và phụ âm yếu, tuy nhiên hai nhóm này còn được phân vào dựa trên vị trí của phụ âm (FM nếu như phụ âm xuất hiện ở giữa của một âm tiết (foot), FJ nếu như phụ âm xuất hiện ở nơi giao giữa hai âm tiết). Trong trường hợp thứ hai (FJ), phụ âm thường được kéo dài.
| Q3 | Q2 | Q2 | Q1 |
| Q3 | FM | FJ | Q1 |
| -- | -- | -- | -- |
| đđ | đ̣  | đđ | đ  |
| jj | j̣  | jj | j  |
| ll | ḷ  | ll | l  |
| mm | ṃ  | mm | m  |
| nn | ṇ  | nn | n  |
| rr | ṛ  | rr | r  |
| vv | ṿ  | vv | v  |

| Q3 | Q2 | Q2   | Q1 | Q1 |
| Q3 | FM | FJ   | FM | FJ |
| -- | -- | ---- | -- | -- |
| cc | c  | cc   | s  | s  |
| čč | č  | čč   | j̣  | jj |
| kk | h  | h/hh | ṿ  | vv |
| pp | p  | pp   | v  | v  |
| ss | s  | ss   | s  | s  |
| šš | š  | šš   | š  | š  |
| tt | t  | tt   | đ  | đ  |

### Đại từ
Đại từ nhân xưng trong tiếng Sami Inari có 3 dạng là số ít, số đôi và số nhiều. Bảng dưới đây trình bày các đại từ nhân xưng theo thể danh cách và sở hữu cách.
|               | số ít       | số ít     | số đôi      | số đôi    | số nhiều    | số nhiều |
| Danh cách     | Sở hữu cách | Danh cách | Sở hữu cách | Danh cách | Sở hữu cách |          |
| ------------- | ----------- | --------- | ----------- | --------- | ----------- | -------- |
| Ngôi thứ nhất | mun         | muu       | muoi        | munnuu    | mij         | mii      |
| Ngôi thứ hai  | tun         | tuu       | tuoi        | tunnuu    | tij         | tii      |
| Ngôi thứ ba   | sun         | suu       | suoi        | sunnuu    | sij         | sii      |

Bảng sau đây biểu diễn sự biến cách (declension) đối với đại từ nhân xưng tôi/hai chúng ta/chúng ta (số nhiều):
|                | số ít       | số đôi            | số nhiều    |
| -------------- | ----------- | ----------------- | ----------- |
| Danh cách      | mun         | muoi              | mij         |
| Sở hữu cách    | muu         | munnuu            | mii         |
| Phương vị cách | must, muste | munnust           | mist, miste |
| Nhập cách      | munjin      | munnui            | mijjân      |
| Cộng cách      | muuin, muin | munnuin, munnuuin | miiguim     |
| Khiếm cách     | muuttáá     | munnuuttáá        | miittáá     |
| Dạng cách      | munen       | munnun            | minen       |
| Bộ phận cách   | muđe        | ---               | ---         |